# 康殷
康殷（1926年—1999年6月9日），别署大康，祖籍河北乐亭，生于辽宁义县，中国古玺印专家，书法家、画家、篆刻家。

## 生平
1926年，康殷生于辽宁义县。父亲为职员。康殷早年考入吉林大学，学习二年后缀学。中华人民共和国成立前，康殷曾在北平的东安市场刻图章。
中华人民共和国成立后，康殷和二弟康雍考入华北大学。毕业后，24岁的康殷出任广州市文化馆馆长，常和容庚、商承祚等学者交流。
1956年，国家提倡作家、艺术家创作专业化，康殷乃辞去文化馆馆长的职务，定居北京香山煤厂路12号，开始自由创作，并为人刻图章赚钱。当时，康殷31岁，经画家刘汉介绍，成为中央民族学院书法客座教授。1957年以后，派出所视康殷为无业游民，他家各色人等来往频繁，故盯上了他，后来当局借机治了康殷的罪，20年未能获得平反。
后来，康殷在一家工厂担任长期临时工，职业为从事美工，为各企业设计商标，曾经设计过桑菊感冒片的包装。1964年至1969年，康殷在该工厂不断遭到批斗、禁闭。
1969年10月末，一大批“专政对象”被从北京调往河北，其中有许多高级知识分子，康殷也在其内。调到河北省后，他们被集中在邢台地区隆尧县隆尧一中，为时半年。其间，康殷曾和潘恭、何燕铭、郭慕岳共同游览尧山石窟，见到石窟被严重破坏。回到隆尧一中后，康殷随即就尧山石窟的保护问题写了一封信《呈周总理座前》，托潘恭回到北京时投进了信筒，但没有回音。
这批人自隆尧一中散伙后，康殷被分配到平乡县，潘恭被分配到威县，郭慕岳被分到临西县。由于工资被取消，只能靠工分生活，故他们均极度贫困。自1970年到1978年底，他们一直这样生活。其间，1970年代中期，康殷将所著《古文字发微》自己油印了二十册。
1979年，经过落实政策，康殷、潘恭、郭慕岳均回到北京。康殷仍住在香山煤场路12号的两间平房。后来获政府安排，住进方庄小区。1979年至1999年，康殷出版了《古文字流源浅说》、《古文字学新论》、《古文字形发微》，和弟弟、妹妹及侄子共同办“五康书画展”，康殷所著的《印典》也出版发行。由于康殷在学术上日益知名，受到党和政府重视，但起初康殷是自由人，并无单位。后来，他被安排到首都师范大学美术系担任研究员。他还担任中国书法家协会理事、北京印社社长、中国美术家协会会员、秦文学会副会长、中央文史研究馆馆员等。
1999年6月9日，康殷因膀胱癌和食道癌而在北京病逝。

## 學術評價

### 文字學
康殷喜歡研究古代漢字，撰寫的相關書籍在社會上頗暢銷，但其論述可信性在文字學界頗受爭議，古文字学家夏渌曾撰專書指出其內容充滿錯誤。古文字学家裘錫圭則在給郭在贻的書信中，指他認爲康殷著作「口氣狂妄」，但不識其人，只聽說是業餘研究者

## 著作
- 《古文字形发微》
- 《古文字学新论》
- 《文字源流浅说》
- 《说文部首铨释》
- 《印典》[2]

## 家庭
- 妻子：任兆凤
- 二弟：康雍（二康）
  - 侄子：康默如（康雍之子，号“小康”）
- 四弟：康宁（四康）
- 五妹：康静
- 六弟：康庄（六康）